# Уаймома (Флорида)
Уа́ймома (англ. Wimauma) — статистически обособленная местность, расположенная в округе Хилсборо (штат Флорида, США) с населением в 4246 человек по статистическим данным переписи 2000 года.

## География
По данным Бюро переписи населения США статистически обособленная местность Уаймома имеет общую площадь в 22,79 квадратных километров, из которых 21,76 кв. километров занимает земля и 1,04 кв. километров — вода. Площадь водных ресурсов округа составляет 4,56 % от всей его площади.
Статистически обособленная местность Уаймома расположена на высоте 31 м над уровнем моря.

## Демография
По данным переписи населения 2000 года в Уаймомe проживало 4246 человек, 820 семей, насчитывалось 951 домашнее хозяйство и 1097 жилых домов. Средняя плотность населения составляла около 186,31 человек на один квадратный километр. Расовый состав населённого пункта распределился следующим образом: 51,13 % белых, 7,42 % — чёрных или афроамериканцев, 0,80 % — коренных американцев, 0,21 % — азиатов, 0,28 % — выходцев с тихоокеанских островов, 2,94 % — представителей смешанных рас, 37,21 % — других народностей. Испаноговорящие составили 72,89 % от всех жителей статистически обособленной местности.
Из 951 домашних хозяйств в 53,5 % воспитывали детей в возрасте до 18 лет, 59,2 % представляли собой совместно проживающие супружеские пары, в 17,8 % семей женщины проживали без мужей, 13,7 % не имели семей. 8,8 % от общего числа семей на момент переписи жили самостоятельно, при этом 4,1 % составили одинокие пожилые люди в возрасте 65 лет и старше. Средний размер домашнего хозяйства составил 4,31 человек, а средний размер семьи — 4,36 человек.
Население статистически обособленной местности по возрастному диапазону по данным переписи 2000 года распределилось следующим образом: 38,6 % — жители младше 18 лет, 14,2 % — между 18 и 24 годами, 27,9 % — от 25 до 44 лет, 13,6 % — от 45 до 64 лет и 5,7 % — в возрасте 65 лет и старше. Средний возраст жителей составил 24 года. На каждые 100 женщин в Уаймомe приходилось 116,3 мужчин, при этом на каждые сто женщин 18 лет и старше приходилось 124,5 мужчин также старше 18 лет.
Средний доход на одно домашнее хозяйство статистически обособленной местности составил 35 114 долларов США, а средний доход на одну семью — 34 671 доллар. При этом мужчины имели средний доход в 20 484 доллара США в год против 19 604 доллара среднегодового дохода у женщин. Доход на душу населения статистически обособленной местности составил 35 114 долларов в год. 26,5 % от всего числа семей в населённом пункте и 31,7 % от всей численности населения находилось на момент переписи населения за чертой бедности, при этом 44,5 % из них были моложе 18 лет и 11,1 % — в возрасте 65 лет и старше.